# Då ska jag spela
"Då ska jag spela" är en sång av Tomas Ledin från 1972. Den utgavs som singel samma år.
Låten framfördes av Ledin i Melodifestivalen 1972 där den slutade på en åttonde plats med sex poäng. Låten dirigerades av Lars Samuelson.
På senare utgåvor av debutalbumet Restless Mind har singeln inkluderats som bonusspår. Roger Johnson gjorde en cover på låten 1972.
Singeln Då ska jag spela finns med som en av titlarna i boken Tusen svenska klassiker (2009).

## Låtlista
1. "Då ska jag spela"
2. "Vi såg ensamheten gå omkring"

### Fotnoter
1. ↑  ”Då ska jag spela”. Discogs.com. http://www.discogs.com/Tomas-Ledin-D%C3%A5-Ska-Jag-Spela-Vi-S%C3%A5g-Ensamheten-G%C3%A5-Omkring/release/3988307. Läst 14 januari 2013.
2. ↑  ”Melodifestivalen 1972”. Sveriges Television. https://www.svt.se/melodifestivalen/melodifestivalen-1972?. Läst 14 januari 2013.
3. ↑  ”Då ska jag spela”. Svensk mediedatabas. http://smdb.kb.se/catalog/search?q=Tomas+Ledin+D%C3%A5+ska+jag+spela&sort=OLDEST. Läst 14 januari 2013.
4. ↑  Gradvall et al (2009), #337